# Sambo na Igrzyskach Europejskich 2015
Sambo na Igrzyskach Europejskich 2015 – podczas rozgrywanych w Baku pierwszych igrzysk europejskich, 77 sportowców rywalizowało w 8 konkurencjach. Zawody odbyły się w dniu 22 czerwca w Heydar Aliyev Arena.

## Rezultaty

### Kobiety
| Konkurencja          | Złoto            | Srebro           | Brąz                                |
| do 52 kg (szczegóły) | Anna Charitonowa | Nezaket Xəlilova | Magdalena Warbanowa Rūta Aksionova  |
| do 60 kg (szczegóły) | Jana Kostienko   | Kalina Stefanowa | Kaciaryna Prakapenka Daniela Hondiu |
| do 64 kg (szczegóły) | Tacciana Macko   | Ołena Sajko      | Sarah Loko Anna Szczerbakowa        |
| do 68 kg (szczegóły) | Ivana Jandrić    | Wolha Namazawa   | Céline Condé Olga Zacharcowa        |

### Mężczyźni
| Konkurencja                | Złoto              | Srebro            | Brąz                                   |
| do 57 kg (szczegóły)       | Ajmergen Atkunow   | İslam Qasımov     | Uladzisłau Burdź Wachtang Czidraszwili |
| do 74 kg (szczegóły)       | Sciapan Papou      | Amil Qasımov      | Kacha Mamulaszwili Azamat Sidakow      |
| do 90 kg (szczegóły)       | Alsim Czernoskułow | Andrej Kazusionak | Dawit Karbelaszwili Radvilas Matukas   |
| powyżej 100 kg (szczegóły) | Artiom Osipienko   | Vasif Səfərbəyov  | Jury Rybak Razmik Tonojan              |

## Tabela medalowa
| Miejsce | Państwo     | Złoto | Srebro | Brąz | Razem |
| ------- | ----------- | ----- | ------ | ---- | ----- |
| 1       | Rosja       | 5     | 0      | 3    | 8     |
| 2       | Białoruś    | 2     | 2      | 3    | 7     |
| 3       | Serbia      | 1     | 0      | 0    | 1     |
| 4       | Azerbejdżan | 0     | 4      | 0    | 4     |
| 5       | Bułgaria    | 0     | 1      | 1    | 2     |
| 5       | Ukraina     | 0     | 1      | 1    | 2     |
| 7       | Gruzja      | 0     | 0      | 3    | 3     |
| 8       | Francja     | 0     | 0      | 2    | 2     |
| 8       | Litwa       | 0     | 0      | 2    | 2     |
| 10      | Rumunia     | 0     | 0      | 1    | 1     |
| Razem   | Razem       | 8     | 8      | 16   | 32    |